# Шеенка
Шеенка — деревня в Горшеченском районе Курской области России. Входит в состав Удобенского сельсовета.

## География
Деревня находится в восточной части Курской области, в лесостепной зоне, в пределах юго-западной части Среднерусской возвышенности, на левом берегу реки Олым, на расстоянии примерно 4 км (по прямой) к северо-северо-западу (NNW) от посёлка городского типа Горшечное, административного центра района. Абсолютная высота — 192 м над уровнем моря.
Часовой пояс
Деревня Шеенка, как и вся Курская область, находится в часовой зоне МСК (московское время). Смещение применяемого времени относительно UTC составляет +3:00.

## Население
| 2002 | 2010 |
| ---- | ---- |
| 94   | ↘60  |

Гендерный состав
По данным Всероссийской переписи населения 2010 года, в гендерной структуре населения мужчины составляли 46,7 %, женщины — соответственно 53,3 %.
Национальный состав
Согласно результатам переписи 2002 года, в национальной структуре населения русские составляли 100 % из 94 чел.

## Улицы
В деревне имеется одна улица — Степашова.